# Big3 Records
Big3 Records es una compañía discográfica estadounidense fundada por William Edwards. Actualmente la compañía discográfica posee oficinas en diferentes estados de los EE. UU.:
Big3 Records consta de las sucursales:
- Big3 Entertainment
- Big3 Nashville
- we Productions
- Okie Dokie Management LLC
- Mojo Rizin Publishing LLC

## Artistas
- Jon Secada
- Cheap Trick
- Dj X
- Rick Derringer
- Joe Daniels
- Stryper
- Plummet
- Carrie Willson